# Nati nel 1860

## Gennaio(42)
- 1º gennaio - Michele Lega, cardinale e vescovo cattolico italiano († 1935)
- 1º gennaio - Alice Simpson Pickering, tennista britannica († 1939)
- 3 gennaio - Nathan Edwin Brill, medico statunitense († 1925)
- 3 gennaio - Katō Takaaki, politico giapponese († 1926)
- 3 gennaio - Sybil Grey, soprano e attrice teatrale britannico († 1939)
- 4 gennaio - Telesforo Aranzadi, antropologo spagnolo († 1945)
- 4 gennaio - Victor Westerholm, pittore finlandese († 1919)
- 5 gennaio - Luigi Cima, pittore italiano († 1944)
- 6 gennaio - Raoul Gunsbourg, direttore teatrale, impresario teatrale e compositore rumeno († 1955)
- 6 gennaio - Otto Zsigmondy, alpinista e sportivo austriaco († 1917)
- 7 gennaio - Giacomo Ferri, politico italiano († 1930)
- 7 gennaio - Francesco Saverio Giardina, geografo e politico italiano († 1932)
- 8 gennaio - Carl Lebrecht Udo Dammer, botanico e entomologo tedesco († 1920)
- 8 gennaio - François Guiguet, pittore francese († 1937)
- 9 gennaio - Vittorio Gottardi, scrittore e politico italiano († 1939)
- 10 gennaio - Soyen Shaku, maestro zen giapponese († 1919)
- 11 gennaio - Cavour Beduschi, ingegnere e politico italiano († 1936)
- 12 gennaio - Louis Duffoy, tiratore a segno francese († 1904)
- 12 gennaio - Charles Oman, storico e numismatico britannico († 1946)
- 14 gennaio - George Hampson, entomologo inglese († 1936)
- 14 gennaio - Ernst von Hoeppner, generale tedesco († 1922)
- 15 gennaio - Luigi Credaro, politico, storico della filosofia e pedagogista italiano († 1939)
- 17 gennaio - Charles K. French, attore statunitense († 1952)
- 17 gennaio - Douglas Hyde, politico irlandese († 1949)
- 21 gennaio - Antonio Raimondi, magistrato e politico italiano († 1950)
- 22 gennaio - Paolino Taddei, politico italiano († 1925)
- 22 gennaio - Jaroslav Vlček, critico letterario cecoslovacco († 1930)
- 24 gennaio - Giovanni Alfredo Cesareo, poeta, critico letterario e drammaturgo italiano († 1937)
- 25 gennaio - Charles Curtis, politico statunitense († 1936)
- 25 gennaio - Rosolino Orlando, imprenditore, filantropo e politico italiano († 1924)
- 25 gennaio - Carolina Matilde di Schleswig-Holstein-Sonderburg-Augustenburg, principessa danese († 1932)
- 26 gennaio - Harry Micajah Daugherty, politico statunitense († 1941)
- 27 gennaio - Gabriele Possanner, medico austriaco († 1940)
- 27 gennaio - Giovanni Volpi, arcivescovo cattolico e saggista italiano († 1931)
- 28 gennaio - Gerardo Berenga, avvocato e politico italiano († 1944)
- 29 gennaio - Walther Kadow, insegnante tedesco († 1923)
- 29 gennaio - William Robertson, militare britannico († 1933)
- 29 gennaio - Anton Čechov, scrittore e drammaturgo russo († 1904)
- 31 gennaio - Giuseppe Micali, pittore italiano († 1944)
- 31 gennaio - Atrpet, scrittore armeno († 1937)
- 31 gennaio - Fred Rains, regista e attore britannico († 1945)
- 31 gennaio - Giggi Zanazzo, poeta, commediografo e antropologo italiano († 1911)

## Febbraio(51)
- 1º febbraio - Karl Gampenrieder, pittore tedesco († 1927)
- 1º febbraio - Michel Zévaco, romanziere e giornalista francese († 1918)
- 2 febbraio - Marie-Louise Martin, monaca cristiana francese († 1940)
- 4 febbraio - Paolo Emilio Bilotti, educatore, storico e archivista italiano († 1927)
- 5 febbraio - Vittorio Lollini, avvocato e politico italiano († 1924)
- 5 febbraio - Jackson Showalter, scacchista statunitense († 1935)
- 8 febbraio - Geremia Lomnyc'kyj, presbitero ucraino († 1916)
- 8 febbraio - Wojciech Trąmpczyński, politico polacco († 1953)
- 10 febbraio - Antonietta Dell'Era, ballerina italiana († 1945)
- 11 febbraio - Karl Denke, serial killer tedesco († 1924)
- 11 febbraio - Rachilde, scrittrice francese († 1953)
- 11 febbraio - Giulio Aristide Sartorio, pittore, scultore e scrittore italiano († 1932)
- 12 febbraio - Federico Cocuzza, imprenditore e politico italiano († 1926)
- 12 febbraio - Girolamo Nerli, pittore italiano († 1926)
- 13 febbraio - Albert Abendschein, pittore statunitense († 1914)
- 13 febbraio - Nienke van Hichtum, scrittrice e traduttrice olandese († 1939)
- 14 febbraio - Alfonsa Clerici, religiosa italiana († 1930)
- 14 febbraio - Léo Gausson, pittore, incisore e scultore francese († 1944)
- 14 febbraio - Waldemar Lindgren, geologo e mineralogista svedese († 1939)
- 15 febbraio - Leo Arons, fisico e politico tedesco († 1919)
- 15 febbraio - Vittorio Cavalleri, pittore italiano († 1938)
- 15 febbraio - Guido Fusinato, politico italiano († 1914)
- 16 febbraio - Carl Venth, compositore, violinista e direttore d'orchestra tedesco († 1938)
- 17 febbraio - Kate Bruce, attrice statunitense († 1946)
- 17 febbraio - Grigorij Efimovič Grum-Gržimajlo, entomologo e geografo russo († 1936)
- 17 febbraio - Frederick John Jackson, diplomatico, esploratore e ornitologo britannico († 1929)
- 17 febbraio - Teodoro Mayer, giornalista, politico e banchiere italiano († 1942)
- 17 febbraio - Tom Seeberg, tiratore a segno norvegese († 1938)
- 17 febbraio - Jean de Francqueville, pittore francese († 1939)
- 18 febbraio - Wladimir Giesl von Gieslingen, generale e diplomatico austriaco († 1936)
- 18 febbraio - Vittorio Rolandi Ricci, avvocato, giornalista e politico italiano († 1951)
- 18 febbraio - Anders Zorn, pittore svedese († 1920)
- 19 febbraio - Giuseppe Ciscato, matematico e astronomo italiano († 1908)
- 20 febbraio - Luigi Anelli, letterato, editore e archeologo italiano († 1944)
- 21 febbraio - Karel Matěj Čapek-Chod, scrittore ceco († 1927)
- 21 febbraio - Raffaele Cotugno, politico e scrittore italiano († 1937)
- 21 febbraio - Giuseppe D'Abundo, neurologo e psichiatra italiano († 1926)
- 23 febbraio - Yeghishe I Turian, giornalista, poeta e arcivescovo cristiano orientale armeno († 1930)
- 24 febbraio - Placida von Eichendorff, badessa e religiosa tedesca († 1921)
- 25 febbraio - John Robertson Aikman, giocatore di curling britannico († 1948)
- 25 febbraio - Ferdinand Vach, musicista ceco († 1939)
- 26 febbraio - Giovanni Beltrami, pittore, illustratore e critico d'arte italiano († 1926)
- 26 febbraio - George Ker, calciatore scozzese († 1922)
- 26 febbraio - Luigi Pellizzo, arcivescovo cattolico italiano († 1936)
- 26 febbraio - Erasmo Percopo, filologo e critico letterario italiano († 1928)
- 28 febbraio - Mario Ancona, baritono italiano († 1931)
- 28 febbraio - Kaarlo Castrén, politico e banchiere finlandese († 1938)
- 28 febbraio - Elliott Bulloch Roosevelt, politico statunitense († 1894)
- 28 febbraio - Basil Spalding de Garmendia, tennista statunitense († 1932)
- 29 febbraio - Herman Hollerith, ingegnere statunitense († 1929)
- 29 febbraio - Ferdinando Resta Pallavicino, imprenditore e politico italiano († 1933)

## Marzo(50)
- 1º marzo - Gerolamo Emilio Gerini, militare italiano († 1913)
- 1º marzo - Carlo Pesce, avvocato, storico e poeta italiano († 1943)
- 2 marzo - Tito Maria Cucchi, teologo e vescovo cattolico italiano († 1938)
- 2 marzo - Italo Nunes Vais, pittore italiano († 1932)
- 2 marzo - Émile Robert, artigiano francese († 1924)
- 2 marzo - Susanna Madora Salter, politica e attivista statunitense († 1961)
- 4 marzo - Giuseppe Loretz, ciclista su strada italiano († 1944)
- 4 marzo - Vittorio Zippel, politico italiano († 1937)
- 6 marzo - Frederick George Jackson, esploratore britannico († 1938)
- 6 marzo - Ronald Munro-Ferguson, I visconte Novar, politico britannico († 1934)
- 7 marzo - Giannino Antona Traversi, commediografo, scrittore e politico italiano († 1939)
- 7 marzo - René Doumic, critico letterario francese († 1937)
- 7 marzo - Jean Baptiste François René Koehler, zoologo francese († 1931)
- 8 marzo - Heinrich Krempel, alpinista e sportivo austriaco († 1935)
- 8 marzo - Karl Max von Lichnowsky, diplomatico tedesco († 1928)
- 8 marzo - Giacomo Sartori, mandolinista, violinista e compositore italiano († 1946)
- 10 marzo - Federico Ciccodicola, ufficiale italiano († 1924)
- 10 marzo - William Barlum Thompson, politico statunitense († 1941)
- 12 marzo - Achille Alberti, scultore italiano († 1943)
- 12 marzo - Vittorio de Barbieri, compositore di scacchi italiano († 1943)
- 12 marzo - Salvatore Di Giacomo, poeta, drammaturgo e saggista italiano († 1934)
- 13 marzo - Hugo Wolf, compositore austriaco († 1903)
- 14 marzo - Vittorio Fiorini, storico italiano († 1925)
- 14 marzo - Francis Henry May, diplomatico inglese († 1922)
- 15 marzo - Moïse de Camondo, banchiere italiano († 1935)
- 15 marzo - Waldemar Haffkine, batteriologo russo († 1930)
- 15 marzo - Walter Frank Raphael Weldon, zoologo e statistico inglese († 1906)
- 16 marzo - Mary Hutcheson Page, attivista statunitense († 1940)
- 18 marzo - August Jaeger, editore inglese († 1909)
- 19 marzo - Luigi Bertelli, scrittore, giornalista e poeta italiano († 1920)
- 19 marzo - William Jennings Bryan, politico statunitense († 1925)
- 19 marzo - Vasilij Egorovič Flug, generale russo († 1955)
- 19 marzo - Carl Hering, ingegnere statunitense († 1926)
- 20 marzo - Maria Gażycz, pittrice polacca († 1935)
- 20 marzo - Alfred Gercke, filologo classico tedesco († 1922)
- 21 marzo - Maurice Vidal Portman, ufficiale britannico († 1935)
- 21 marzo - Rinaldo Camillo Rousset, arcivescovo cattolico italiano († 1926)
- 22 marzo - John George Bartholomew, cartografo e geografo britannico († 1920)
- 23 marzo - Hayashi Gonsuke, diplomatico giapponese († 1939)
- 24 marzo - Eduard Kaufmann, medico tedesco († 1931)
- 25 marzo - Jack Powell, calciatore gallese († 1947)
- 25 marzo - Eugénie Strong, archeologa inglese († 1943)
- 26 marzo - André Prévost, tennista francese († 1919)
- 27 marzo - Frank Frost Abbott, filologo classico e storico statunitense († 1924)
- 28 marzo - Serafino Belfanti, medico e politico italiano († 1939)
- 28 marzo - Resan Hanim, ottomana († 1910)
- 29 marzo - Francesco Meneguzzo, scultore italiano († 1930)
- 29 marzo - Christen Raunkiær, botanico danese († 1938)
- 30 marzo - Heinrich Lahmann, medico tedesco († 1905)
- 31 marzo - Alessandro Vessella, direttore di banda, compositore e poliziotto italiano († 1929)

## Aprile(32)
- 1º aprile - Sergej Nikolaevič Reformatskij, chimico russo († 1934)
- 2 aprile - Vittorio Meano, architetto italiano († 1904)
- 2 aprile - Luigi Parmeggiani, anarchico, falsario e antiquario italiano († 1945)
- 2 aprile - Zheng Xiaoxu, politico, diplomatico e calligrafo cinese († 1938)
- 3 aprile - Frederik van Eeden, psichiatra e scrittore olandese († 1932)
- 3 aprile - Dolores Medina Martinez Zepeda, religiosa messicana († 1925)
- 5 aprile - Harry Barlow, tennista britannico († 1917)
- 6 aprile - René Lalique, disegnatore, vetraio e orafo francese († 1945)
- 7 aprile - Will Keith Kellogg, imprenditore statunitense († 1951)
- 7 aprile - Alice Pestana, scrittrice, giornalista e pedagogista portoghese († 1929)
- 9 aprile - Emily Hobhouse, attivista britannica († 1926)
- 11 aprile - Giuseppina Arcucci, religiosa italiana († 1940)
- 11 aprile - Ferdinand Boberg, architetto svedese († 1946)
- 11 aprile - Jan Neer, fotografo italiano († 1946)
- 11 aprile - John Wingate Weeks, politico statunitense († 1926)
- 13 aprile - James Ensor, pittore e incisore belga († 1949)
- 15 aprile - Ivan Fičev, generale bulgaro († 1931)
- 16 aprile - Tommaso Carletti, diplomatico e politico italiano († 1919)
- 18 aprile - Fernand Labori, giurista francese († 1917)
- 18 aprile - Uljana Kravčenko, poetessa, scrittrice e attivista ucraina († 1947)
- 19 aprile - Umberto Gabbi, medico e politico italiano († 1933)
- 20 aprile - Justinien Clary, tiratore a volo e dirigente sportivo francese († 1933)
- 20 aprile - Pieter Jelles Troelstra, politico olandese († 1930)
- 21 aprile - Alberto Cencelli, politico e agronomo italiano († 1924)
- 22 aprile - Sophie Pagay, attrice austriaca († 1937)
- 23 aprile - Archibald Murray, generale britannico († 1945)
- 23 aprile - Albrecht Wilhelm Phillip Zimmermann, botanico tedesco († 1931)
- 24 aprile - Charles Boxton, politico statunitense († 1927)
- 26 aprile - Józef Bilczewski, arcivescovo cattolico polacco († 1923)
- 28 aprile - Enrico Rebuschini, presbitero italiano († 1938)
- 29 aprile - Paul Évariste Parmentier, botanico francese († 1941)
- 29 aprile - Lorado Taft, scultore, scrittore e educatore statunitense († 1936)

## Maggio(48)
- 2 maggio - William Bayliss, fisiologo britannico († 1924)
- 2 maggio - Heva Coomans, pittrice belga († 1939)
- 2 maggio - Theodor Herzl, giornalista, attivista e drammaturgo ungherese († 1904)
- 2 maggio - D'Arcy Wentworth Thompson, biologo e naturalista britannico († 1948)
- 3 maggio - John Scott Haldane, fisiologo e inventore britannico († 1936)
- 3 maggio - Alejandro Korn, medico, filosofo e politico argentino († 1936)
- 3 maggio - Vito Volterra, matematico, fisico e politico italiano († 1940)
- 4 maggio - Emil von Reznicek, compositore e direttore d'orchestra austriaco († 1945)
- 5 maggio - Gregorio Aglipay, presbitero, rivoluzionario e attivista filippino († 1940)
- 5 maggio - Pietro Floridia, compositore italiano († 1932)
- 5 maggio - Mariano Holguín, arcivescovo cattolico, francescano e politico peruviano († 1945)
- 7 maggio - Salvatore Barzilai, avvocato, criminologo e politico italiano († 1939)
- 7 maggio - Raoul Grimoin-Sanson, ingegnere, imprenditore e inventore francese († 1941)
- 9 maggio - Joaquín Albarrán, medico cubano († 1912)
- 9 maggio - J. M. Barrie, scrittore e drammaturgo scozzese († 1937)
- 9 maggio - William Kemmler, criminale statunitense († 1890)
- 11 maggio - Ottó Bláthy, ingegnere e inventore ungherese († 1939)
- 12 maggio - Edward Seymour, XVI duca di Somerset, nobile britannico († 1931)
- 13 maggio - Filippo Abignente jr, scrittore, giornalista e antifascista italiano († 1930)
- 13 maggio - Camillo Corsi, politico italiano († 1921)
- 13 maggio - Karl August Tavaststjerna, scrittore e poeta finlandese († 1898)
- 14 maggio - Otto Liebe, politico danese († 1929)
- 14 maggio - Bruno Liljefors, pittore svedese († 1939)
- 15 maggio - Ellen Louise Wilson, first lady statunitense († 1914)
- 16 maggio - Dürriaden Kadın, ottomana († 1909)
- 17 maggio - Martin Kukučín, scrittore slovacco († 1928)
- 17 maggio - Agustín Querol, scultore spagnolo († 1909)
- 17 maggio - Alessandro Vincenzo Siciliano, nobile e imprenditore italiano († 1923)
- 17 maggio - Edgar Wood, architetto inglese († 1935)
- 19 maggio - Vittorio Emanuele Orlando, politico e giurista italiano († 1952)
- 20 maggio - Eduard Buchner, chimico tedesco († 1917)
- 21 maggio - Willem Einthoven, fisiologo olandese († 1927)
- 24 maggio - Emily Fitzroy, attrice britannica († 1954)
- 24 maggio - Jack Robson, allenatore di calcio inglese († 1922)
- 25 maggio - Daniel Moreau Barringer, geologo statunitense († 1929)
- 25 maggio - James McKeen Cattell, psicologo e editore statunitense († 1944)
- 25 maggio - Giacomo Grosso, pittore italiano († 1938)
- 25 maggio - Louise Keilhau, politica, docente e attivista norvegese († 1927)
- 26 maggio - Jean Boussod, giocatore di polo francese († 1907)
- 26 maggio - Enrico Verjus, vescovo cattolico e missionario italiano († 1892)
- 26 maggio - Frank E. Woods, sceneggiatore statunitense († 1939)
- 27 maggio - Manuel Teixeira Gomes, politico portoghese († 1941)
- 27 maggio - Friedrich Zschokke, zoologo svizzero († 1936)
- 28 maggio - Elisabetta di Thurn und Taxis, principessa tedesca († 1881)
- 29 maggio - Isaac Albéniz, compositore e pianista spagnolo († 1909)
- 29 maggio - Giovanni II Nepomuceno di Schwarzenberg, nobile, politico e imprenditore boemo († 1938)
- 30 maggio - Orazio Mazzella, arcivescovo cattolico italiano († 1939)
- 31 maggio - Walter Sickert, pittore inglese († 1942)

## Giugno(42)
- 1º giugno - Johannes Fabry, dermatologo tedesco († 1930)
- 1º giugno - Domenico Oliva, giornalista, politico e poeta italiano († 1917)
- 1º giugno - Johannes Thiele, zoologo tedesco († 1935)
- 2 giugno - Gustav Killian, medico tedesco († 1921)
- 3 giugno - Federico Martinotti, enologo italiano († 1924)
- 3 giugno - Sizzo di Schwarzburg, principe tedesco († 1926)
- 4 giugno - Roger de Barbarin, tiratore a volo francese († 1925)
- 7 giugno - Edoardo Ottavi, agronomo, divulgatore scientifico e politico francese († 1917)
- 8 giugno - Ernest Laurent, pittore francese († 1929)
- 8 giugno - Alicia Boole, matematica irlandese († 1940)
- 10 giugno - Hariclea Darclée, soprano rumeno († 1939)
- 10 giugno - Salvatore Lo Bianco, naturalista e zoologo italiano († 1910)
- 11 giugno - Oda Krohg, pittrice norvegese († 1935)
- 11 giugno - Mary J. Rathbun, zoologa statunitense († 1943)
- 13 giugno - Elio Modigliani, antropologo, esploratore e zoologo italiano († 1932)
- 13 giugno - Dmitrij Konstantinovič Romanov, nobile russo († 1919)
- 14 giugno - Paulin Méry, medico e politico francese († 1913)
- 15 giugno - Charles Monro, I baronetto, generale britannico († 1929)
- 17 giugno - Cesare Goria Gatti, imprenditore italiano († 1939)
- 18 giugno - George Frampton, scultore britannico († 1928)
- 18 giugno - Eugenio Trifari, ammiraglio italiano († 1954)
- 19 giugno - Eugenio Blais, pittore italiano († 1934)
- 21 giugno - Angelo Conti, scrittore, storico dell'arte e filosofo italiano († 1930)
- 21 giugno - Maria Louise Kirk, pittrice e illustratrice statunitense († 1938)
- 22 giugno - Mario Pieri, matematico italiano († 1913)
- 23 giugno - Walter Baldwin Spencer, biologo e antropologo britannico († 1929)
- 23 giugno - Albert Giraud, poeta belga († 1929)
- 23 giugno - Mathilda Ranch, fotografa svedese († 1938)
- 23 giugno - José María Vargas Vila, scrittore colombiano († 1933)
- 24 giugno - Mercedes d'Orléans, principessa spagnola († 1878)
- 24 giugno - Themistoklīs Sofoulīs, archeologo e politico greco († 1949)
- 25 giugno - Gustave Charpentier, compositore francese († 1956)
- 26 giugno - Emilio Diena, filatelista italiano († 1941)
- 26 giugno - Giovanni Antonio Porcheddu, ingegnere e imprenditore italiano († 1937)
- 27 giugno - Sergej Fëdorovič Platonov, storico russo († 1933)
- 27 giugno - Karl Wessely, papirologo, paleografo e filologo austriaco († 1931)
- 28 giugno - Vladislav Napoleonovič Klembovskij, militare russo († 1921)
- 30 giugno - Gyula Andrássy il Giovane, nobile e politico ungherese († 1929)
- 30 giugno - Giorgio Montini, giornalista e politico italiano († 1943)
- 30 giugno - Carl Spengler, chirurgo svizzero († 1937)
- 30 giugno - Adelina Stehle, soprano austriaca († 1945)
- 30 giugno - John Whitehead, esploratore e naturalista britannico († 1899)

## Luglio(51)
- 3 luglio - Charlotte Perkins Gilman, sociologa, scrittrice e poetessa statunitense († 1935)
- 3 luglio - Théodore Reinach, filologo classico, numismatico e politico francese († 1928)
- 3 luglio - Hubert Work, politico statunitense († 1942)
- 5 luglio - Robert Bacon, politico e diplomatico statunitense († 1919)
- 5 luglio - Albert Döderlein, ginecologo tedesco († 1941)
- 7 luglio - Abraham Cahan, scrittore, giornalista e politico russo († 1951)
- 7 luglio - Kate Jepson, attrice teatrale e attrice cinematografica statunitense († 1923)
- 7 luglio - Aleksandr Aleksandrovič Lieven, ammiraglio russo († 1914)
- 7 luglio - Gustav Mahler, compositore e direttore d'orchestra austriaco († 1911)
- 8 luglio - Adolf Wild von Hohenborn, generale tedesco († 1925)
- 10 luglio - Johannes van Laar, chimico olandese († 1938)
- 10 luglio - Vincenzo Morello, giornalista e politico italiano († 1933)
- 11 luglio - Oreste Bandini, generale italiano († 1916)
- 11 luglio - Élisabeth, contessa Greffulhe, nobile francese († 1952)
- 11 luglio - Friedrich Oltmanns, botanico tedesco († 1945)
- 11 luglio - Pio del Pilar, generale, rivoluzionario e attivista filippino († 1931)
- 13 luglio - Michele Tripisciano, scultore italiano († 1913)
- 14 luglio - Owen Wister, scrittore statunitense († 1938)
- 15 luglio - Max von Oppenheim, diplomatico e archeologo tedesco († 1946)
- 16 luglio - Otto Jespersen, linguista e glottoteta danese († 1943)
- 16 luglio - George F. Marion, attore, regista teatrale e coreografo statunitense († 1945)
- 16 luglio - Félicien Menu de Ménil, compositore e esperantista francese († 1930)
- 17 luglio - Ferenc Kemény, dirigente sportivo e educatore ungherese († 1944)
- 17 luglio - Otto Lummer, fisico tedesco († 1925)
- 17 luglio - Clara Viebig, scrittrice, drammaturga e giornalista tedesca († 1952)
- 19 luglio - Lizzie Borden, statunitense († 1927)
- 20 luglio - Giambattista De Curtis, pittore e poeta italiano († 1926)
- 21 luglio - Edward Joseph Hanna, arcivescovo cattolico statunitense († 1944)
- 22 luglio - Paul Gustave Fischer, pittore danese († 1934)
- 22 luglio - Frederick Rolfe, scrittore e fotografo inglese († 1913)
- 22 luglio - Vincenzo Simoncelli, giurista, politico e filantropo italiano († 1917)
- 22 luglio - Peter Hermann Stillmark, farmacologo tedesco († 1923)
- 23 luglio - Georg Achen, pittore danese († 1912)
- 24 luglio - Charles Achard, medico francese († 1944)
- 24 luglio - Alfons Mucha, pittore, scultore e pubblicitario ceco († 1939)
- 24 luglio - Paolo Pizzetti, geodeta, astronomo e geofisico italiano († 1918)
- 24 luglio - Magnus Schjerfbeck, architetto finlandese († 1933)
- 24 luglio - Carlotta di Prussia, principessa prussiana († 1919)
- 25 luglio - Pietro Biginelli, chimico italiano († 1937)
- 25 luglio - Achille Brioschi, imprenditore e politico italiano († 1942)
- 25 luglio - Luisa Margherita di Prussia, principessa britannica († 1917)
- 25 luglio - Şehzade Selim Süleyman, principe ottomano († 1909)
- 26 luglio - Fernand Lematte, pittore francese († 1929)
- 26 luglio - Gaetano Moretti, architetto italiano († 1938)
- 28 luglio - Anastasija Michajlovna Romanova, nobile russa († 1922)
- 29 luglio - Charles Cochrane-Baillie, II barone Lamington, politico scozzese († 1940)
- 29 luglio - Luis Sambucetti, violinista, compositore e direttore d'orchestra uruguaiano († 1926)
- 29 luglio - René Schützenberger, pittore francese († 1916)
- 30 luglio - Giovanni Genocchi, presbitero e missionario italiano († 1926)
- 30 luglio - Émile Jourdan, pittore francese († 1931)
- 31 luglio - George Warrender, ammiraglio scozzese († 1917)

## Agosto(51)
- 1º agosto - Cesare Formilli, pittore e illustratore italiano († 1942)
- 3 agosto - William Kennedy Laurie Dickson, regista e inventore inglese († 1935)
- 4 agosto - Antonio Cantore, generale italiano († 1915)
- 5 agosto - Henri-Jean-Guillaume Martin, pittore francese († 1943)
- 5 agosto - Louis Wain, artista britannico († 1939)
- 5 agosto - Oswald Wirth, esoterista, astrologo e scrittore svizzero († 1943)
- 6 agosto - Francesco Paolo Frontini, compositore e direttore d'orchestra italiano († 1939)
- 6 agosto - Ljubomir Stojanović, politico serbo († 1930)
- 7 agosto - Brenno Bertoni, avvocato, giornalista e politico svizzero († 1945)
- 7 agosto - Alan Leo, astrologo e teosofo britannico († 1917)
- 8 agosto - Hans Grässel, architetto tedesco († 1939)
- 10 agosto - Pieter Helbert Damsté, latinista e poeta olandese († 1943)
- 10 agosto - Karl Moser, architetto svizzero († 1936)
- 10 agosto - Sergej Dmitrievič Sazonov, diplomatico e politico russo († 1927)
- 10 agosto - Francesco Paolo Sgobbo, medico e politico italiano
- 10 agosto - Wawrzyniec Teisseyre, geologo polacco († 1939)
- 11 agosto - Vittorio Bottego, esploratore e ufficiale italiano († 1897)
- 12 agosto - Arthur Dunn, calciatore inglese († 1902)
- 12 agosto - Klara Pölzl, austriaca († 1907)
- 13 agosto - Annie Oakley, circense statunitense († 1926)
- 14 agosto - Ernest Thompson Seton, saggista, naturalista e disegnatore britannico († 1946)
- 15 agosto - Maria Josefa Karolina Brader, religiosa svizzera († 1943)
- 15 agosto - Florence Harding, first lady statunitense († 1924)
- 15 agosto - Kolë Idromeno, fotografo, pittore e scultore albanese († 1939)
- 15 agosto - Carlo d'Ippolito, politico italiano († 1938)
- 15 agosto - Roosje Vos, sindacalista e politica olandese († 1932)
- 16 agosto - Antoine Calbet, pittore e litografo francese († 1942)
- 16 agosto - Reinhard Frank, giurista tedesco († 1934)
- 16 agosto - Jules Laforgue, poeta francese († 1887)
- 17 agosto - Giovanni Abbagnano, imprenditore italiano († 1922)
- 17 agosto - Gustav Frederik Esmann, drammaturgo e giornalista danese († 1904)
- 18 agosto - Jules Cardot, botanico francese († 1934)
- 18 agosto - Theodor Lewald, militare tedesco († 1947)
- 19 agosto - John Kane, pittore statunitense († 1934)
- 19 agosto - Thomas Frederick Price, presbitero e missionario statunitense († 1919)
- 19 agosto - Pierre Waidmann, pittore e scultore francese († 1937)
- 20 agosto - Minnie Lou Crosthwaite, insegnante statunitense († 1937)
- 20 agosto - Raymond Poincaré, politico francese († 1934)
- 22 agosto - Gustaf Fröding, poeta svedese († 1911)
- 22 agosto - Paul Gottlieb Nipkow, inventore tedesco († 1940)
- 22 agosto - Alfred Ploetz, medico e biologo tedesco († 1940)
- 22 agosto - Eleonora di Reuss-Köstritz, nobile tedesca († 1917)
- 23 agosto - Giuseppe Di Terranova Pignatelli, nobile e politico italiano († 1938)
- 25 agosto - George Fawcett, attore statunitense († 1939)
- 25 agosto - Gustave Surand, pittore e scultore francese († 1937)
- 26 agosto - Leone Andrea Maggiorotti, militare italiano († 1940)
- 27 agosto - Carl Anton Larsen, navigatore e esploratore norvegese († 1924)
- 28 agosto - Nicola Zingarelli, filologo e linguista italiano († 1935)
- 30 agosto - Isaak Il'ič Levitan, pittore e docente russo († 1900)
- 30 agosto - Joe Petrosino, poliziotto italiano († 1909)
- 31 agosto - Alfred Grütter, tiratore a segno svizzero († 1937)

## Settembre(45)
- 1º settembre - Cleofonte Campanini, direttore d'orchestra italiano († 1919)
- 1º settembre - William Lewis, arbitro di calcio e allenatore di calcio inglese († 1916)
- 1º settembre - Georg von Waldersee, generale tedesco († 1932)
- 4 settembre - Mikito Takayasu, oculista giapponese († 1938)
- 5 settembre - Carlo Stefano d'Asburgo-Teschen, nobile († 1933)
- 5 settembre - Juan Bautista Aznar-Cabañas, politico e ammiraglio spagnolo († 1933)
- 6 settembre - Jane Addams, scrittrice e attivista statunitense († 1935)
- 7 settembre - Carlo Manenti, giurista italiano († 1929)
- 7 settembre - Grandma Moses, pittrice statunitense († 1961)
- 7 settembre - Jacques Sautereau, giocatore di croquet francese († 1936)
- 8 settembre - Adomas Jakštas, presbitero, poeta e filosofo lituano († 1938)
- 8 settembre - Albert von Le Coq, imprenditore e esploratore tedesco († 1930)
- 9 settembre - Frank Morley, matematico britannico († 1937)
- 9 settembre - Franz Nissl, neurologo tedesco († 1919)
- 10 settembre - Marianne von Werefkin, pittrice russa († 1938)
- 11 settembre - James Allan, rugbista a 15 neozelandese († 1934)
- 11 settembre - Alexandre Marcel, architetto francese († 1928)
- 11 settembre - Ugolino Martelli, botanico italiano († 1934)
- 13 settembre - Luciano Campisi, scultore italiano († 1933)
- 13 settembre - Jens Jensen, architetto danese († 1951)
- 13 settembre - Günther von Krosigk, ammiraglio tedesco († 1938)
- 13 settembre - John Pershing, generale statunitense († 1948)
- 14 settembre - Hamlin Garland, romanziere e saggista statunitense († 1940)
- 14 settembre - Jules Guérin, giornalista francese († 1910)
- 16 settembre - Hermann Kusmanek von Burgneustädten, generale austro-ungarico († 1934)
- 16 settembre - Felice Grossi Gondi, gesuita e archeologo italiano († 1923)
- 18 settembre - Alberto Franchetti, compositore italiano († 1942)
- 18 settembre - Augustin Prosper Hacquard, vescovo cattolico e missionario francese († 1901)
- 20 settembre - James Gillett, politico statunitense († 1937)
- 20 settembre - Eliza Osgood Vanderbilt, filantropa statunitense († 1936)
- 20 settembre - Carlo Somigliana, matematico e fisico italiano († 1955)
- 22 settembre - Giuseppe Nadi, schermidore italiano († 1945)
- 22 settembre - Enrico Rostagno, filologo classico e latinista italiano († 1942)
- 23 settembre - Giuseppe Jatta, biologo e naturalista italiano († 1903)
- 24 settembre - Giuseppe Maselli-Campagna, avvocato, storico e bibliotecario italiano († 1932)
- 24 settembre - Camillo Supino, economista italiano († 1931)
- 24 settembre - Hermann Traube, mineralogista tedesco († 1913)
- 25 settembre - John Hope, I marchese di Linlithgow, politico britannico († 1908)
- 26 settembre - Albert Lynch, pittore peruviano († 1950)
- 26 settembre - Edoardo Scarfoglio, giornalista, scrittore e editore italiano († 1917)
- 26 settembre - Michele Scherillo, critico letterario e politico italiano († 1930)
- 28 settembre - Paul Ulrich Villard, fisico e chimico francese († 1934)
- 29 settembre - Adolfo Avena, ingegnere e architetto italiano († 1937)
- 29 settembre - James Neill, attore e regista statunitense († 1931)
- 30 settembre - Vincenzo Irolli, pittore italiano († 1949)

## Ottobre(49)
- 1º ottobre - Giovanni Battista Ceirano, imprenditore italiano († 1912)
- 1º ottobre - Heinrich Dreser, chimico tedesco († 1924)
- 2 ottobre - Basilio Cascella, pittore italiano († 1950)
- 3 ottobre - Pavel Aleksandrovič Romanov, nobile russo († 1919)
- 4 ottobre - Sidney Paget, illustratore britannico († 1908)
- 5 ottobre - Giovanni Baroni, storico, avvocato e politico italiano († 1949)
- 5 ottobre - Francesco Domenighini, pittore italiano († 1950)
- 5 ottobre - Lucien Laberthonnière, prete, filosofo e teologo francese († 1932)
- 6 ottobre - Ignazio Monterisi, vescovo cattolico italiano († 1913)
- 8 ottobre - John D. Batten, pittore, illustratore e incisore britannico († 1932)
- 8 ottobre - Benjamin Preston Clark, entomologo statunitense († 1939)
- 8 ottobre - Ferdinand Faivre, scultore francese († 1937)
- 9 ottobre - Leonard Wood, medico, generale e politico statunitense († 1927)
- 10 ottobre - Władysław Abraham, avvocato e storico polacco († 1941)
- 10 ottobre - Rufus Isaacs, I marchese di Reading, politico, avvocato e nobile britannico († 1935)
- 10 ottobre - Joan Maragall, scrittore spagnolo († 1911)
- 11 ottobre - Fernando De Lucia, tenore italiano († 1925)
- 11 ottobre - Viktor Sergeevič Kočubej, generale russo († 1923)
- 11 ottobre - Félia Litvinne, soprano russo († 1936)
- 12 ottobre - Émile Pouget, anarchico, sindacalista e giornalista francese († 1931)
- 12 ottobre - Elmer Ambrose Sperry, inventore statunitense († 1930)
- 13 ottobre - Giovanni Amici, avvocato e politico italiano († 1921)
- 13 ottobre - Maurizio Mario Moris, militare e politico italiano († 1944)
- 13 ottobre - John Garibaldi Sargent, politico e statistico statunitense († 1939)
- 16 ottobre - Emma Justine Farnsworth, fotografa statunitense († 1952)
- 16 ottobre - Girolamo Marcello, militare e politico italiano († 1940)
- 17 ottobre - Roderic O'Conor, pittore e incisore irlandese († 1940)
- 21 ottobre - Billy Claiborne, pistolero statunitense († 1882)
- 21 ottobre - Gesualdo Libertini Pluchinotta, politico italiano († 1945)
- 21 ottobre - Henri Pouctal, regista francese († 1922)
- 22 ottobre - Charles Amable Lenoir, pittore francese († 1926)
- 22 ottobre - Julius Paulsen, pittore danese († 1940)
- 22 ottobre - Horacio Vásquez, politico dominicano († 1936)
- 23 ottobre - Gustave Koeckert, violinista e docente tedesco († 1948)
- 23 ottobre - Molly Elliot Seawell, scrittrice e storica statunitense († 1916)
- 24 ottobre - Sholom Dovber Schneersohn, filosofo, mistico e rabbino russo († 1920)
- 24 ottobre - Otto von Leitgeb, scrittore austriaco († 1951)
- 25 ottobre - William Francis, politico statunitense († 1954)
- 26 ottobre - Alfred Cauchie, storico belga († 1922)
- 26 ottobre - Giorgio Errera, chimico italiano († 1933)
- 28 ottobre - Giovan Pietro Grimaldi, fisico italiano († 1918)
- 28 ottobre - Kanō Jigorō, judoka e educatore giapponese († 1938)
- 28 ottobre - Hugo Preuss, politico e giurista tedesco († 1925)
- 29 ottobre - Sally Bush, fotografa e filantropa statunitense († 1946)
- 30 ottobre - Frederic Bancroft, storico, scrittore e bibliotecario statunitense († 1945)
- 31 ottobre - Juliette Gordon Low, attivista statunitense († 1927)
- 31 ottobre - Doctor Greenwood, calciatore inglese († 1951)
- 31 ottobre - Karl Friedrich Reiche, botanico tedesco († 1929)
- 31 ottobre - Andrew Volstead, politico statunitense († 1947)

## Novembre(42)
- 1º novembre - José María Reina Andrade, politico guatemalteco († 1947)
- 2 novembre - Soapy Smith, truffatore statunitense († 1898)
- 2 novembre - Giuseppe Vicentini, fisico e sismologo italiano († 1944)
- 3 novembre - Marcel Barrière, romanziere e saggista francese († 1954)
- 3 novembre - Frederick Octavius Pickard-Cambridge, presbitero e aracnologo inglese († 1905)
- 7 novembre - Girolamo Di Martino, politico italiano († 1915)
- 7 novembre - Jean Baptiste Eugène Estienne, ingegnere francese († 1936)
- 7 novembre - Alessandro Lazzerini, scultore italiano († 1942)
- 7 novembre - Paul Peel, pittore canadese († 1892)
- 8 novembre - Edward William Barton-Wright, imprenditore e artista marziale britannico († 1951)
- 8 novembre - Magdeleine Godard, violinista e docente francese († 1940)
- 10 novembre - August Cramer, psichiatra tedesco († 1912)
- 10 novembre - Sunandha Kumariratana del Siam, regina thailandese († 1880)
- 12 novembre - Domenico Guerrini, generale, scrittore e storico italiano († 1928)
- 12 novembre - Ola Hansson, poeta, scrittore e critico letterario svedese († 1925)
- 14 novembre - Alexis-Armand Charost, cardinale e arcivescovo cattolico francese († 1930)
- 14 novembre - Hortense Dury-Vasselon, pittrice francese († 1924)
- 16 novembre - Eugène Deully, pittore francese († 1933)
- 16 novembre - John Nicholas Luff, filatelista statunitense († 1938)
- 16 novembre - Curt Schimmelbusch, chirurgo tedesco († 1895)
- 17 novembre - Adolfo Ferrari, politico italiano († 1932)
- 17 novembre - Salomone Morpurgo, bibliotecario e filologo italiano († 1942)
- 18 novembre - Ignacy Jan Paderewski, pianista, compositore e politico polacco († 1941)
- 18 novembre - Giuseppe Rota, ingegnere e generale italiano († 1953)
- 18 novembre - Giustino Sanchini, vescovo cattolico italiano († 1937)
- 19 novembre - Ernesto Rubin de Cervin, ammiraglio italiano († 1915)
- 20 novembre - José Figueroa Alcorta, politico argentino († 1931)
- 21 novembre - Kintarō Hattori, imprenditore giapponese († 1934)
- 21 novembre - Tom Horn, esploratore, detective e pistolero statunitense († 1903)
- 22 novembre - Nathan Stubblefield, inventore statunitense († 1928)
- 23 novembre - Hjalmar Branting, politico svedese († 1935)
- 23 novembre - Victor Fayod, micologo svizzero († 1900)
- 23 novembre - Francesco Sangiorgi, politico e avvocato italiano
- 24 novembre - Emanuele Cutinelli Rendina, ammiraglio italiano († 1925)
- 25 novembre - Lillian Langdon, attrice statunitense († 1943)
- 26 novembre - Agostino Aldi, pittore italiano († 1939)
- 27 novembre - Albert Gockel, fisico tedesco († 1927)
- 29 novembre - Hanns Hörbiger, ingegnere, scrittore e astronomo austriaco († 1931)
- 29 novembre - Pietro La Fontaine, cardinale e patriarca cattolico italiano († 1935)
- 29 novembre - Luigi Rava, giurista e politico italiano († 1938)
- 29 novembre - James Stack, golfista statunitense († 1928)
- 29 novembre - Antonio D'Alì, politico italiano († 1916)

## Dicembre(46)
- 1º dicembre - Charles Grinstead, tennista britannico († 1930)
- 1º dicembre - Nino Tamassia, giurista e politico italiano († 1931)
- 2 dicembre - Vittorio Emanuele Bressanin, pittore e scultore italiano († 1941)
- 2 dicembre - Alessandro Guarracino, avvocato e politico italiano († 1925)
- 2 dicembre - August Rosiwal, geologo e mineralogista austriaco († 1923)
- 2 dicembre - Albert Louvet, architetto francese († 1936)
- 4 dicembre - Lillian Russell, soprano e attrice statunitense († 1922)
- 4 dicembre - Charles de Broqueville, nobile e politico belga († 1940)
- 7 dicembre - Joseph Cook, politico australiano († 1947)
- 9 dicembre - Georges Ancey, drammaturgo e scrittore francese († 1917)
- 10 dicembre - Margaret Maltby, fisica statunitense († 1944)
- 11 dicembre - Eugène Antoine Durenne, pittore francese († 1944)
- 11 dicembre - Leonard Huxley, docente, biografo e editore britannico († 1933)
- 12 dicembre - Jan Kasprowicz, poeta polacco († 1926)
- 13 dicembre - George Bingham, V conte di Lucan, ufficiale e politico irlandese († 1949)
- 13 dicembre - Félix Galipaux, drammaturgo, romanziere e attore francese († 1931)
- 13 dicembre - Lucien Guitry, attore teatrale francese († 1925)
- 13 dicembre - Konstantin Schmidt von Knobelsdorf, generale tedesco († 1936)
- 15 dicembre - Niels Ryberg Finsen, medico faroese († 1904)
- 16 dicembre - Alessandro Zappata, latinista, insegnante e scrittore italiano († 1929)
- 18 dicembre - Camillo Filippo Cabutti, pittore italiano († 1921)
- 20 dicembre - Ernesto Pestalozza, medico, chirurgo e politico italiano († 1934)
- 21 dicembre - Federico Craveri, carabiniere italiano († 1938)
- 21 dicembre - Henrietta Szold, attivista statunitense († 1945)
- 22 dicembre - Vincenzo Boccieri, politico italiano († 1939)
- 22 dicembre - Augusto Ducrey, dermatologo, batteriologo e virologo italiano († 1940)
- 23 dicembre - William Horatio Bates, medico statunitense († 1931)
- 23 dicembre - Harriet Monroe, editrice, critica letteraria e poetessa statunitense († 1936)
- 23 dicembre - Emilio Respighi, dermatologo italiano († 1936)
- 24 dicembre - Ernesto Salvia, giurista e politico italiano († 1923)
- 24 dicembre - Edward John Wall, giornalista, chimico e scrittore britannico († 1928)
- 25 dicembre - Manwell Dimech, scrittore, giornalista e politico maltese († 1921)
- 25 dicembre - Walter Weston, presbitero e missionario inglese († 1940)
- 26 dicembre - Alexander von Fielitz, insegnante, direttore d'orchestra e compositore tedesco († 1930)
- 27 dicembre - Karel Kramář, politico cecoslovacco († 1937)
- 27 dicembre - Ercole Vaser, attore italiano († 1918)
- 28 dicembre - Leopold Baumhorn, architetto ungherese († 1932)
- 28 dicembre - Paul Fridolin Kehr, archivista, storico e diplomatista tedesco († 1944)
- 29 dicembre - Émile Forgue, chirurgo francese († 1943)
- 29 dicembre - Charles Franklin Reaugh, artista, fotografo e insegnante statunitense († 1945)
- 30 dicembre - Berthold Lasker, medico e scacchista tedesco († 1928)
- 31 dicembre - Louis Blanc, architetto svizzero († 1903)
- 31 dicembre - Vincenzo De Cristo, storico e archeologo italiano († 1928)
- 31 dicembre - Ferdinando Lucchesi-Palli, dirigente sportivo e diplomatico italiano († 1922)
- 31 dicembre - John Taliaferro Thompson, militare statunitense († 1940)
- 31 dicembre - Silvestras Žukauskas, generale lituano († 1937)

## Senza giorno specificato(86)
- Nikolaj Viktorovič Aaronskij, rivoluzionario russo († 1929)
- Vittorio Aducco, fisiologo italiano († 1937)
- Luigi Albertieri, ballerino e coreografo italiano († 1930)
- Ali Rıza Pascià, militare e politico ottomano († 1932)
- Fred Allen, calciatore inglese
- Francesco Ballesio, pittore italiano († 1923)
- Paul Balluriau, disegnatore e illustratore francese († 1917)
- Nikolaos Balànos, architetto greco († 1943)
- Gavriil Vasil'evič Baranovskij, architetto, ingegnere e storico dell'arte russo († 1920)
- John Barlas, poeta e politico britannico († 1914)
- John James Bentley, allenatore di calcio e calciatore inglese († 1918)
- Pavel Birjukov, attivista e editore russo († 1931)
- Carlo Bozzi, critico d'arte e pittore italiano († 1943)
- William J. Butler, attore irlandese († 1927)
- Giuseppe Cantagalli, commediografo italiano († 1926)
- Demetrio Carbone, generale italiano
- Filiberto Castellano, matematico italiano († 1919)
- Jean-Denis-Antoine Caucannier, pittore francese († 1905)
- Frederic Horace Clark, pianista, filosofo e teologo statunitense († 1917)
- Cesare Augusto Corradini, architetto italiano († 1932)
- Giuseppe Corrà, avvocato e alpinista italiano († 1896)
- Frédéric Courtois, missionario, ornitologo e botanico francese († 1928)
- Camillo Crespi Balbi, architetto italiano († 1932)
- Dahteste, nativa americana († 1955)
- Nikolaj Vladimirovič Dal', neurologo e psichiatra russo († 1939)
- Rudolph De Cordova, scrittore, sceneggiatore e attore giamaicano († 1941)
- Prênk Bibë Doda, politico e militare albanese († 1919)
- Aleksej Evgrafovič Favorskij, chimico russo († 1945)
- Zaynab Fawwaz, scrittrice, poetessa e attivista libanese († 1914)
- Henry Justice Ford, artista inglese († 1941)
- Alfredo Fortunati, politico italiano
- Italiano Franchi, pittore italiano († 1926)
- Giuseppe Gallo, architetto e ingegnere italiano († 1927)
- Dan Leno, attore teatrale inglese († 1904)
- Diiriye Guure, generale somalo († 1920)
- Ludwig Gattermann, chimico tedesco († 1920)
- Léon Govaerts, architetto belga († 1930)
- Thomas Lynedoch Graham, politico e giudice sudafricano († 1940)
- Faiz Mohammad Katib Hazara, scrittore, storico e calligrafo afghano († 1931)
- Giovanni Battista Iachini, poeta italiano († 1898)
- Imam Bakhsh Khan Talpur, principe indiano († 1921)
- Émile Jacqmain, avvocato e politico belga († 1933)
- William Nicholson Jennings, fotografo statunitense († 1946)
- Lucy Kennedy, pittrice britannica († 1925)
- Lam Sai Wing, artista marziale cinese († 1943)
- Dario Livraghi, carabiniere italiano
- Angelo Longanesi-Cattani, pittore e decoratore italiano († 1945)
- Dodge MacKnight, pittore statunitense († 1950)
- John Stuart Mackenzie, filosofo scozzese († 1935)
- Eugenia Mantelli, mezzosoprano italiana († 1926)
- Paul Margueritte, scrittore francese († 1918)
- James McGraw, editore statunitense († 1948)
- Joseph Mukasa, funzionario e santo ugandese († 1885)
- Friedrich Naumann, politico tedesco († 1919)
- Ambrogio Necchi, imprenditore italiano († 1916)
- Fred Ott, attore statunitense († 1936)
- Michail Evlamp'evič Perchin, gioielliere russo († 1903)
- William Henry Perkin, Jr., chimico inglese († 1929)
- Giuseppe Pessina, poeta italiano († 1919)
- Giuseppe Pipitone Federico, scrittore e giornalista italiano († 1940)
- Giovanni Pizzetti, politico e avvocato italiano († 1937)
- Armand Point, pittore francese († 1932)
- Petros Prōtopapadakīs, politico greco († 1922)
- Gian Silvestro Pulejo, politico italiano († 1944)
- René Reinicke, illustratore e pittore tedesco († 1926)
- Milan Rešetar, slavista jugoslavo († 1942)
- Heinrich Schenck, botanico tedesco († 1927)
- Mary Shaw, attrice teatrale e regista statunitense († 1929)
- Vittorio Simonelli, geologo e paleontologo italiano († 1929)
- Karl Staaff, politico svedese († 1915)
- George Stevens, attore britannico († 1940)
- Sun Lutang, artista marziale cinese († 1933)
- William Taylor, tennista britannico
- Thutob Namgyal, sovrano († 1914)
- Rosalia Tobia, modella e cuoca italiana († 1932)
- Robert Travers Herford, presbitero britannico († 1950)
- Giulio Valenti, anatomista italiano († 1933)
- Karl Vorländer, filosofo tedesco († 1928)
- Wang Daxie, politico cinese († 1929)
- Wallace Wattles, scrittore statunitense († 1911)
- Erich Paul Weber, generale tedesco († 1933)
- Alexander Zahlbruckner, botanico austriaco († 1938)
- Zhu Jiabao, politico cinese († 1923)
- Xhemal Zogu, politico albanese († 1911)
- Francisco de Paula del Villar y Carmona, architetto spagnolo († 1927)
- Jabir II Al Sabah, sovrano kuwaitiano († 1917)